# Schleppkupplung

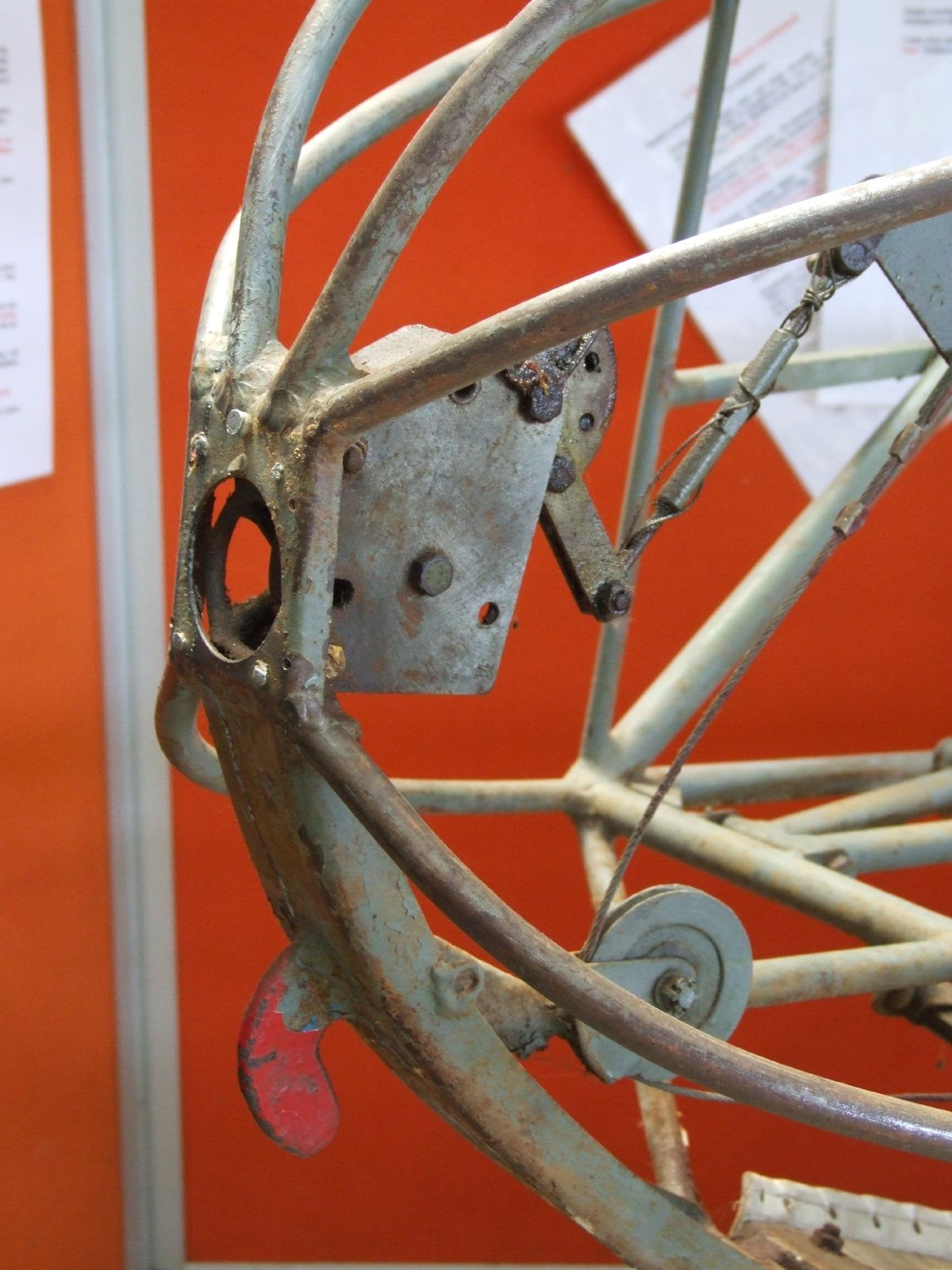
Bugkupplung und Haken für den Gummiseilstart am unbespannten Rumpf einer Schleicher Ka 4

Eine Schleppkupplung ist eine Vorrichtung zum Einhängen eines Schleppseils.
Segelflugzeuge, Hängegleiter oder Gleitschirme benötigen eine Schleppkupplung, um im Gummiseilstart, Flugzeugschlepp oder Windenstart gestartet zu werden. Ebenso benötigt ein Schleppflugzeug für den Flugzeugschlepp eine Vorrichtung zum Ankoppeln und Lösen des Schleppseils. Der Pilot kann die Schleppkupplung mittels eines Seilzuges öffnen, um das Schleppseil ein- bzw. auszuklinken. Je nach Startart gibt es verschiedene Bauarten und Montagepunkte von Schleppkupplungen. Bei Hängegleitern und Gleitschirmen werden Schleppkupplungen als Schleppklinken bezeichnet.
Vor dem Startvorgang wird das Schleppseil in die entsprechende Kupplung eingeklinkt. Mit dem Schleppseil wird das gezogene Flugzeug dann beschleunigt und gewinnt an Höhe. Beim Erreichen des Auskuppelpunkts bzw. der gewünschten Flughöhe wird die Kupplung geöffnet und das Seil damit vom Flugzeug gelöst.

## Flugzeugschlepp

### Schleppflugzeug

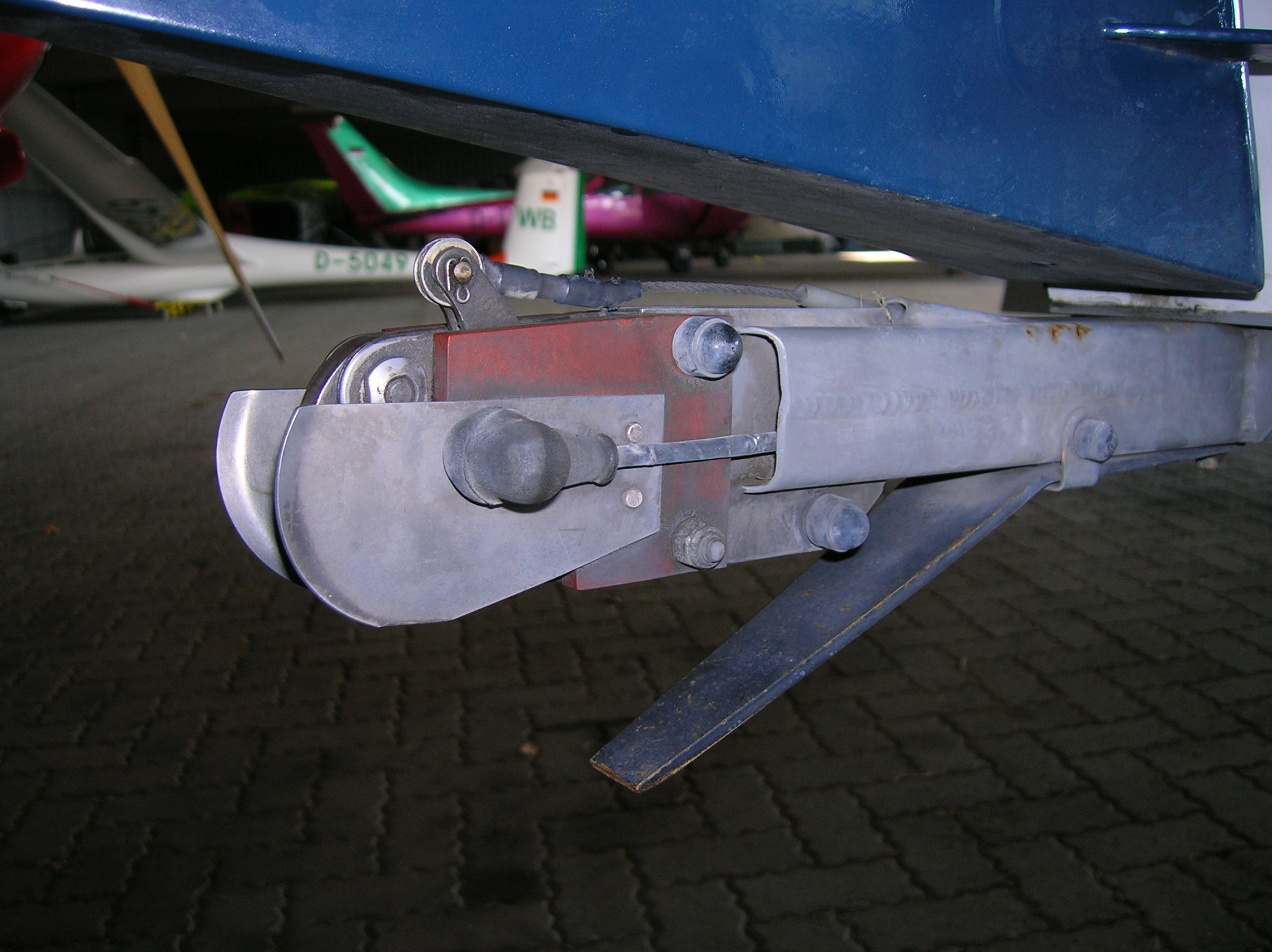
Schleppkupplung im geschlossenen Zustand

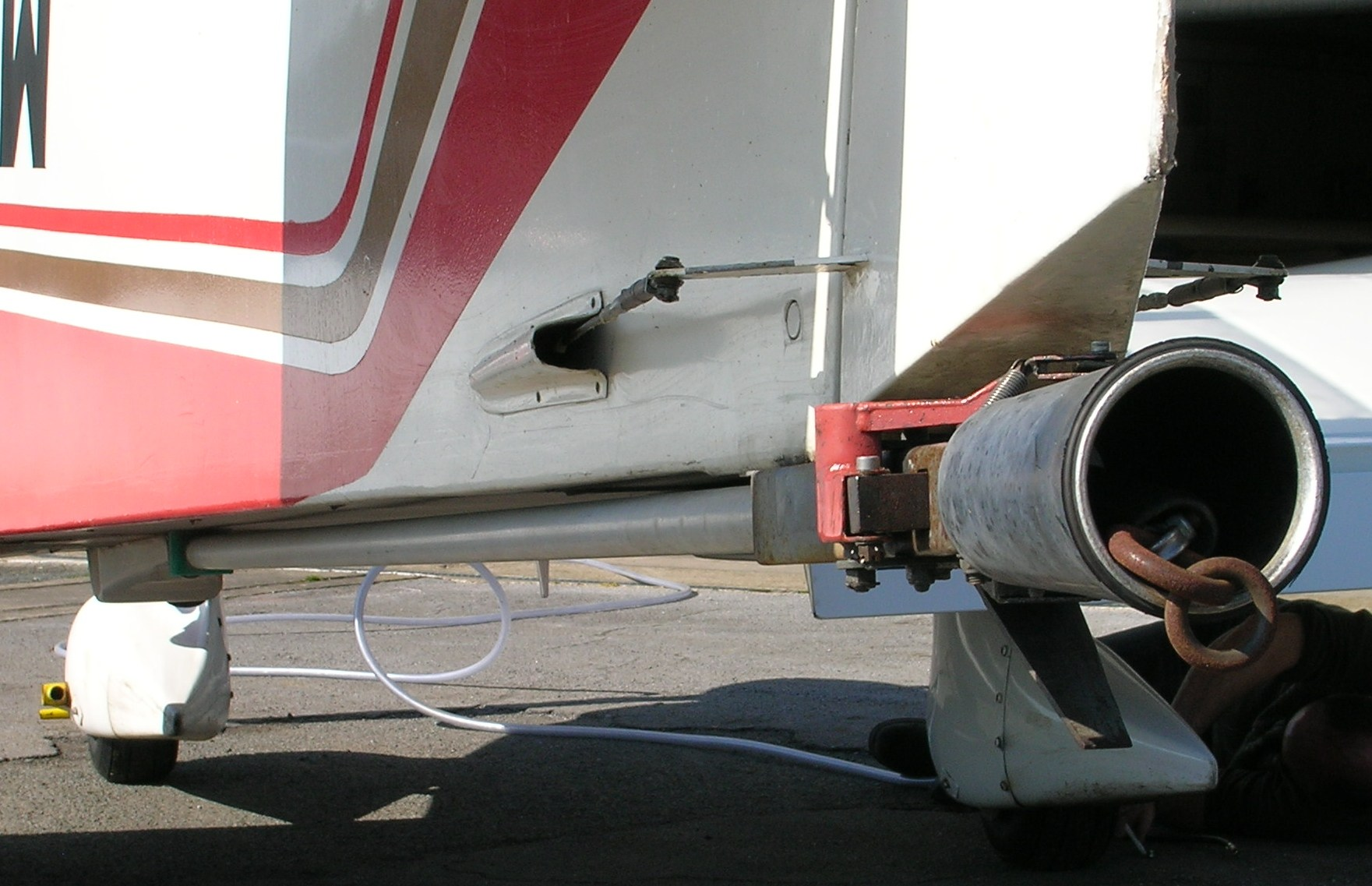
Einziehvorrichtung

#### Flugzeugschleppkupplung
Am Heck des Schleppflugzeugs befindet sich eine Flugzeugschleppkupplung, in die das Schleppseil vor dem Start eingehängt wird. Sie kann vom Cockpit aus betätigt werden, um das Schleppseil vor der Landung über dem Flugplatz oder im Notfall auch außerhalb des Platzes auszuklinken.

#### Seileinziehvorrichtung
Bei dieser Form der Schleppvorrichtung befindet sich das Schleppseil auf einer Seiltrommel. Dieses Seil wird am Heck des Flugzeugs herausgeführt und zum Schlepp bis zum Anschlag herausgezogen. Ist der Schlepp beendet, zieht der Pilot das Schleppseil elektrisch ein und spart so den Überflug zum Seilabwurf. Außerdem befindet sich im Rumpf eine Kappvorrichtung, um im Notfall das Seil zerschneiden zu können.

#### Weitere Ausrüstung
Außer der Schleppvorrichtung benötigt das Schleppflugzeug einen Rückspiegel.

### Am geschleppten Fluggerät

#### Bugkupplung

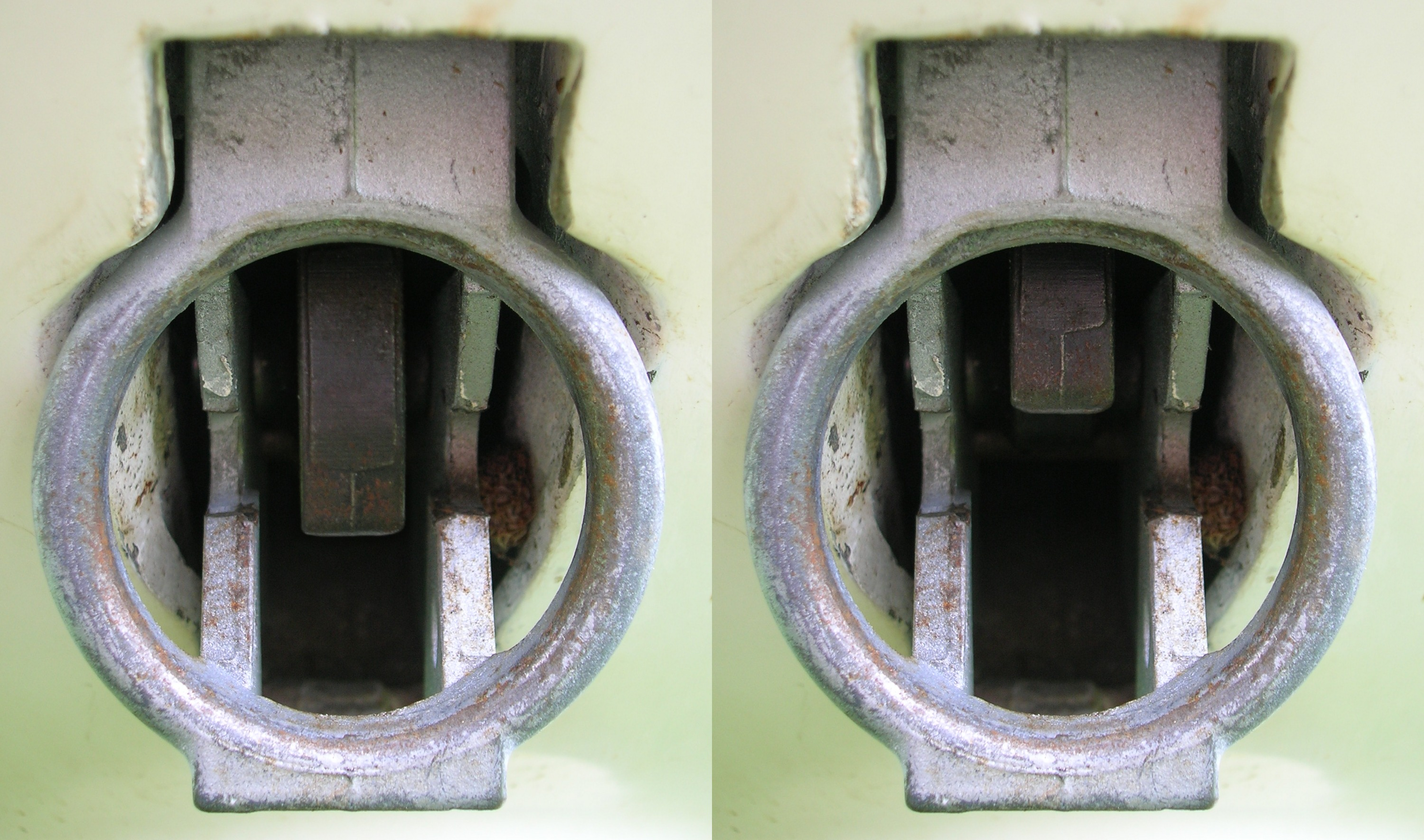
Bugkupplung einer ASK 21
Links: geschlossen, rechts: geöffnet

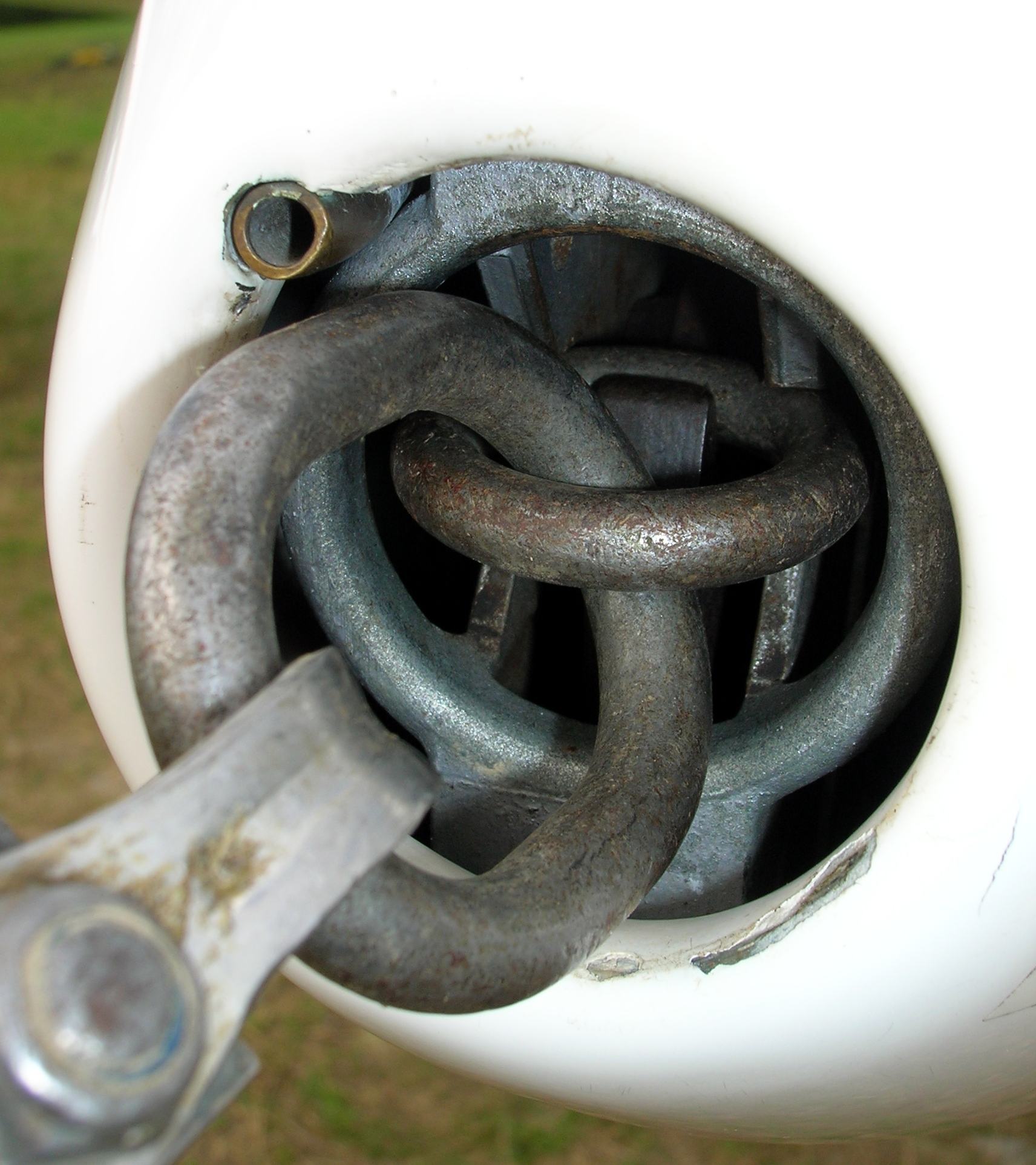
Bugkupplung einer Grob G 103 mit eingeklinktem Schleppseil (der Haken öffnet sich in diesem Fall nach unten)

Für den Flugzeugschlepp wird das Seil am Bug des zu schleppenden Fluggerätes befestigt. Bei Segelflugzeugen befindet sich dazu eine Bugkupplung an der Flugzeugnase. Die Bugkupplung findet ausschließlich beim Flugzeugschlepp Verwendung.
Die Bugkupplung besteht im Wesentlichen aus einem beweglichen Haken, der durch eine starke Feder geschlossen gehalten wird. Um das Schleppseil in die Kupplung einzuhängen, muss der Pilot zunächst vom Cockpit aus den Haken gegen den Widerstand der Feder öffnen. Dann kann der Starthelfer den Metallring am Ende des Seils in die dafür vorgesehene Einbuchtung einlegen. Anschließend lässt der Pilot den Haken in seine Ausgangsposition zurückschnappen, in der er nun den Ring festhält.
Nach dem Steigflug des Schleppzuges, bei Erreichen der gewünschten Flughöhe, öffnet der Pilot des Segelflugzeugs die Kupplung; das Seil wird gelöst und verbleibt am Schleppflugzeug. Es wird anschließend entweder mit einer Einzugsvorrichtung eingezogen oder vor der Landung bei einem Überflug des Flugplatzes ausgeklinkt und abgeworfen. Im Notfall kann seitens des Schleppflugzeugs die Seilverbindung auch während des Schleppens getrennt werden.

## Windenstart
Da sich das Startseil bei einem Windenstart in einem immer steiler werdenden Winkel nach unten neigt, wird bei dieser Startart eine Fesselung des geschleppten Flugzeuges benötigt, bei der das Seil ohne Gefahr des Verhakens nach unten abfallen kann. Die Bugkupplung ist dazu ungeeignet. Für den Winden- und Autoschleppstart üblich ist eine Fesselung unten am Segelflugzeug, die Schwerpunktfesselung. Seltener anzutreffen ist die Seitenfesselung, bei der sich je eine Kupplung an den Seiten des Flugzeuges befindet.

### Schwerpunktkupplung

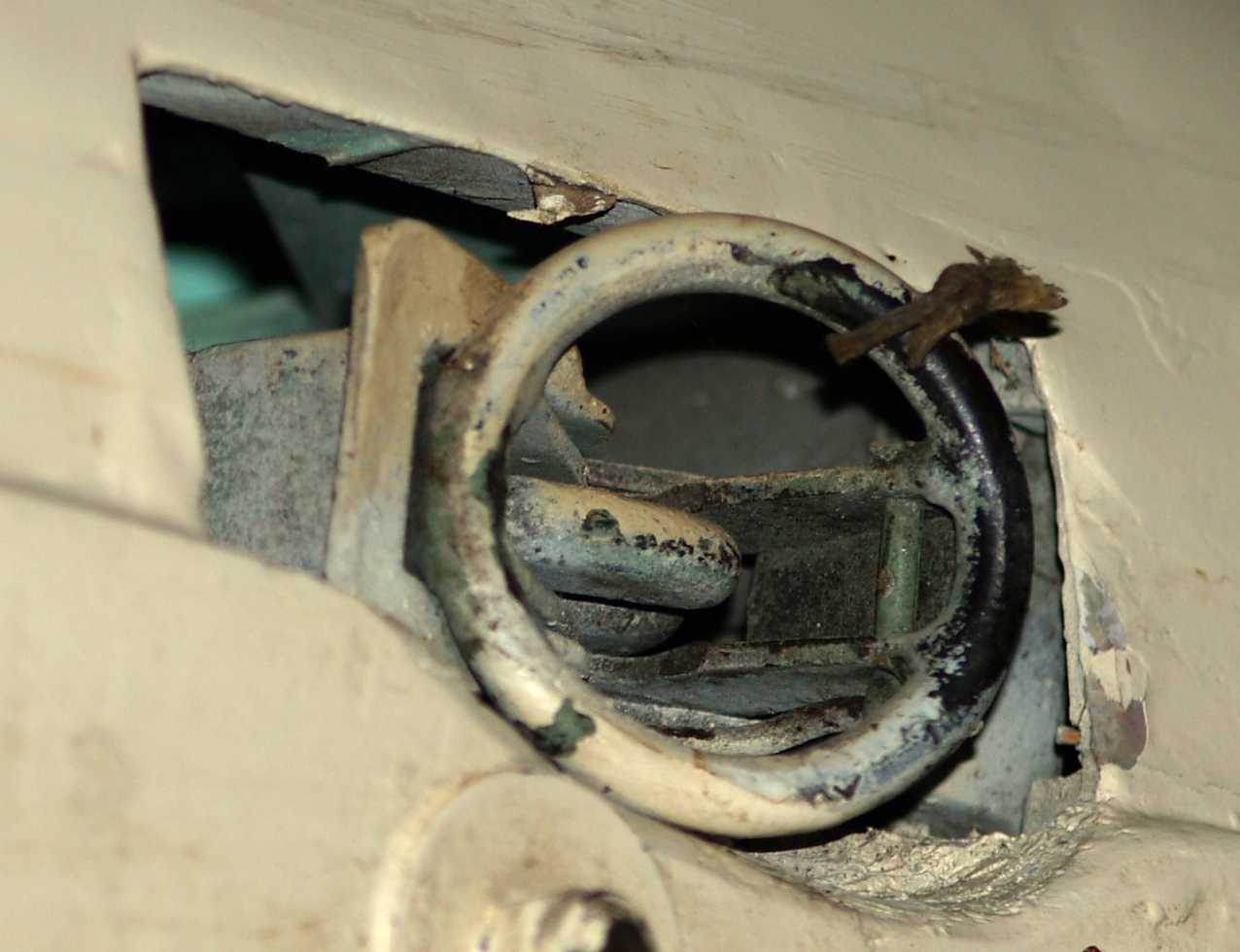
Schwerpunktkupplung der FVA 10B Rheinland

Die üblicherweise auf der linken Seite am Flugzeug unten angebrachte Kupplung, die als Schwerpunktkupplung, aber auch als Bodenkupplung bezeichnet wird, hat (ähnlich wie die Bugkupplung) ebenfalls einen Haken, der manuell vom Piloten geöffnet werden kann, sowie einen Haltering, der den Ring am Ende des Schleppseils unter Zug in Position hält. Der Ring ist federbelastet und gibt automatisch das Seil frei, wenn der Zug nachlässt und das Seil einen bestimmten Winkel nach hinten überschreitet.

### Seitenwandfesselung
Bei einigen Flugzeugtypen, z. B. beim Kranich III oder einigen Varianten der L-13 Blaník ist an beiden Rumpfseiten jeweils eine Schleppkupplung angebracht, in denen ein Gabelseil eingeklinkt wird. Diese Art der Fesselung des Flugzeugs wird als Seitenwandfesselung oder Schulterfesselung bezeichnet.